# Addis Ababa
Addis Ababa (tiếng Amhara: አዲስ አበባ, Addis Abäba IPA: [adˈdis ˈabəba] ⓘ, "bông hoa mới"; hay Addis Abeba; tiếng Oromo: Finfinne "suối tự nhiên") là thủ đô và thành phố lớn nhất của Ethiopia. Đây là nơi đặt trụ sở chính phủ liên bang. Theo thống kê dân số 2007, thành phố có tổng dân số 2.739.551 người.
Là một thành phố hiến chương (ras gez astedader), Addis Ababa có vai trò của một thành thành phố lẫn một bang. Đây còn là nơi mà cả Liên minh châu Phi (AU) lẫn tổ chức tiền thân Tổ chức châu Phi Thống nhất (OAU) đặt trụ sở. Addis Ababa do vậy mang danh "thủ phủ chính trị châu Phi" vì vai trò chính trị, ngoại giao, lịch sử với châu lục. Về địa lý, thành phố nằm cách đới tách giãn Đông Phi chỉ mấy dặm về phía tây.
Dân cư thành phố bắt nguồn khắp mọi miền của Ethiopia.

## Địa lý

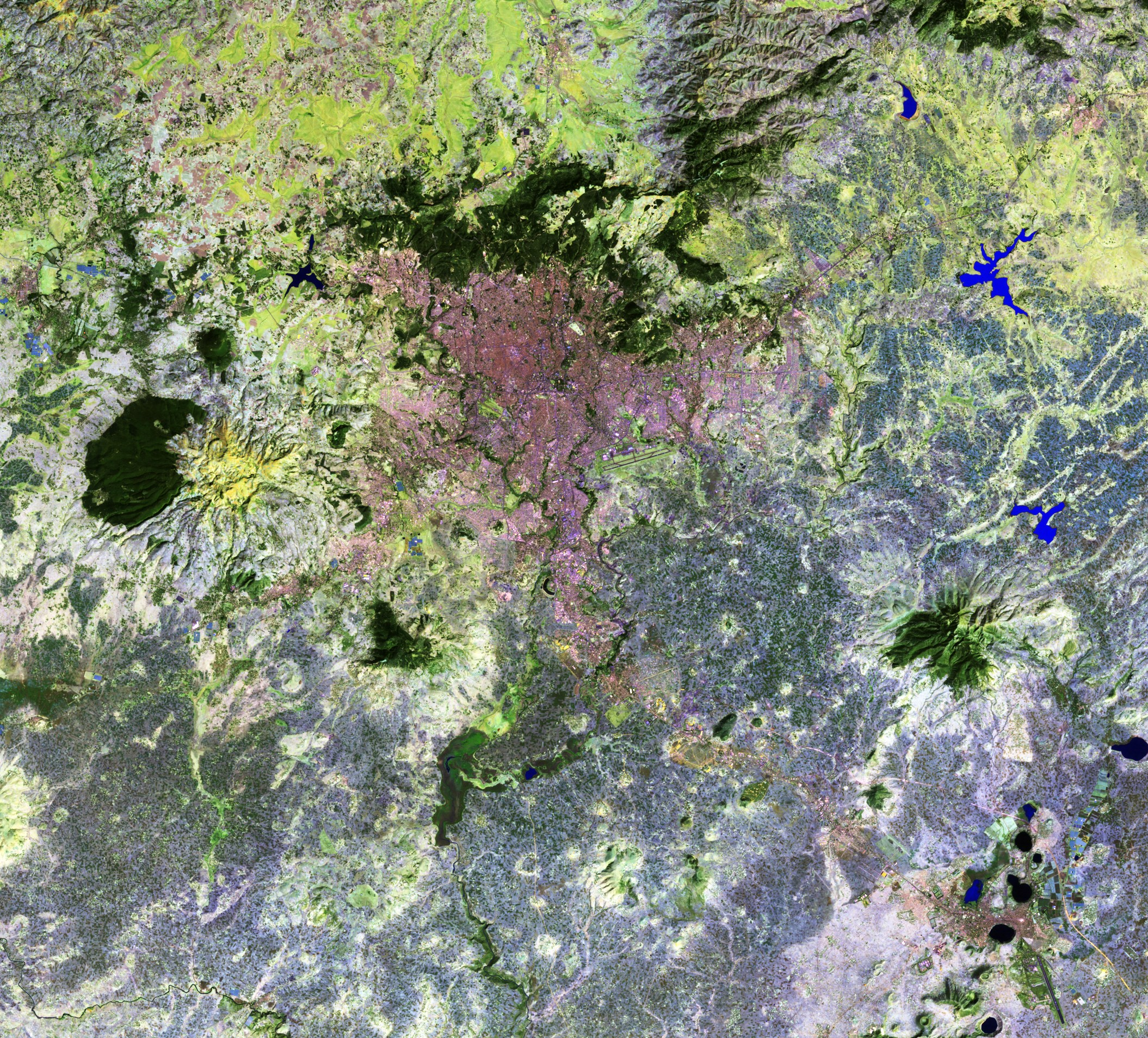
Addis Ababa và vùng lân cận (ảnh vệ tinh màu giả). Có một dãi đô thị nối Addis Ababa với thành phố Bishoftu (góc dưới bên phải).

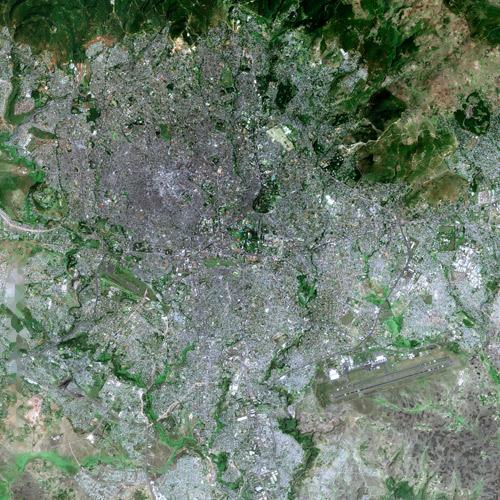
Addis Ababa trông từ vệ tinh SPOT

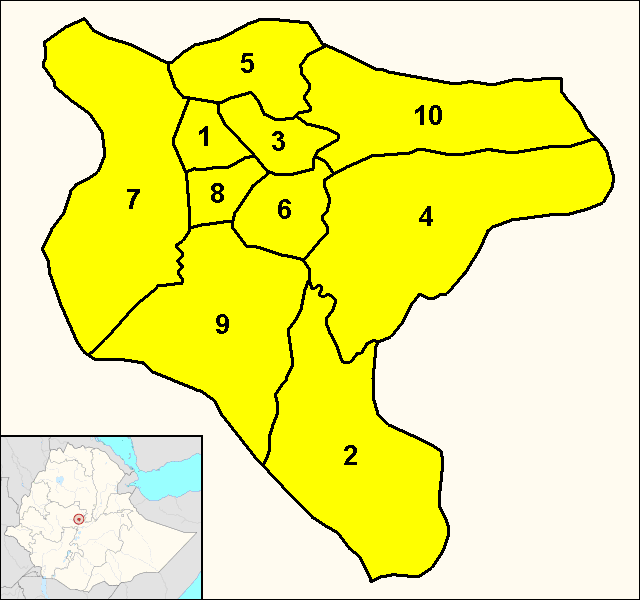
Bản đồ quận của Addis Ababa

Addis Ababa nằm ở độ cao 2.200 mét (7.200 ft), ở vị trí 9°1′48″B 38°44′24″Đ / 9,03°B 38,74°Đ. Quần xã sinh vật đồng cỏ hiện diện quanh thành phố. Thành phố nằm trong lưu vực sông Awash, kế chân núi Entoto,.

### Hành chính
Thành phố được chia thành 10 thị khu (tiếng Amhara: ክፍለ ከተማ, kifle ketema). Các thị khu lại chia thành 99 phường (tiếng Amhara: ቀበሌ, kebele). Mười thị khu bao gồm:
| Số | Thị khu          | Diện tích (km²) | Dân số  | Mật độ   | Ví trí |
| -- | ---------------- | --------------- | ------- | -------- | ------ |
| 1  | Addis Ketema     | 7,41            | 271.644 | 36.659,1 |        |
| 2  | Akaky Kaliti     | 118,08          | 195.273 | 1.653,7  |        |
| 3  | Arada            | 9,91            | 225.999 | 23.000   |        |
| 4  | Bole             | 122,08          | 328.900 | 2.694,1  |        |
| 5  | Gullele          | 30,18           | 284.865 | 9.438,9  |        |
| 6  | Kirkos           | 14,62           | 235.441 | 16.104   |        |
| 7  | Kolfe Keranio    | 61,25           | 546.219 | 7.448,5  |        |
| 8  | Lideta           | 9,18            | 214.769 | 23.000   |        |
| 9  | Nifas Silk-Lafto | 68,30           | 335.740 | 4.915,7  |        |
| 10 | Yeka             | 85,46           | 337.575 | 3950,1   |        |